# Paris-Nice 1946
Paris-Nice 1946 est la 8e édition de la course cycliste Paris-Nice. La course a lieu entre le 1er et le 5 mai 1946. La victoire revient au coureur Italien Fermo Camellini, de l'équipe Ray.

## Participants
Dans cette édition de Paris-Nice, 114 coureurs participent divisés en 11 équipes de marques : Mercier, France Sport, Metropole, Alcyon, Dilecta, Rochet, Ray, Peugeot, Garin, Urago, Genial-Lucifer et Mercier-Hutchinson - et une équipe régionale de Lyon.

## Étapes
| Étapes    | Date    | Villes étapes       | km     | Vainqueur d’étape | Leader du classement général |
| --------- | ------- | ------------------- | ------ | ----------------- | ---------------------------- |
| 1re étape | 1er mai | Paris - Dijon       | 288 km | Raoul Remy        | Raoul Remy                   |
| 2e étape  | 2 mai   | Dijon - Roanne      | 212 km | Frans Bonduel     | Fermo Camellini              |
| 3e étape  | 3 mai   | Roanne - Valence    | 243 km | Urbain Caffi      | Fermo Camellini              |
| 4e étape  | 4 mai   | Valence - Marseille | 263 km | Lucien Teisseire  | Fermo Camellini              |
| 5e étape  | 5 mai   | Marseille - Nice    | 256 km | Maurice Diot      | Fermo Camellini              |

## Résultats des étapes

### 1reétape
01-05-1946. Paris-Dijon, 288 km.
|   | Cycliste             | Équipe       | Temps           |
| - | -------------------- | ------------ | --------------- |
| 1 | Raoul Remy           | France-Sport | 8 h 34 min 10 s |
| 2 | Albert Sercu         | Dilecta      | m.t.            |
| 3 | Maurice Desimpelaere | Alcyon       | m.t.            |

### 2eétape
02-05-1946. Dijon-Roanne, 212 km.
|   | Cycliste         | Équipe  | Temps           |
| - | ---------------- | ------- | --------------- |
| 1 | Frans Bonduel    | Dilecta | 5 h 46 min 25 s |
| 2 | Lucien Vlaeminck | Alcyon  | m.t."           |
| 3 | Gino Sciardis    | Garin   | m.t.            |

### 3eétape
03-05-1946. Roanne-Valence, 243 km.
|   | Cycliste             | Équipe  | Temps           |
| - | -------------------- | ------- | --------------- |
| 1 | Urbain Caffi         | Alcyon  | 6 h 53 min 00 s |
| 2 | Raymond Guegan       | Dilecta | m.t.            |
| 3 | Maurice Desimpelaere | Alcyon  | + 1 min 14 s    |

### 4eétape
04-05-1946. Valence-Marseille, 263 km.
|   | Cycliste           | Équipe    | Temps           |
| - | ------------------ | --------- | --------------- |
| 1 | Lucien Teisseire   | Ray       | 6 h 46 min 50 s |
| 2 | Louis Caput        | Metropole | m.t.            |
| 3 | Philippe Martineau | Dilecta   | m.t.            |

### 5eétape
05-05-1946. Marseille-Nice, 256 km.
|   | Cycliste          | Équipe  | Temps           |
| - | ----------------- | ------- | --------------- |
| 1 | Maurice Diot      | Mercier | 7 h 09 min 32 s |
| 2 | François Neuville | Rochet  | m.t.            |
| 3 | Amédée Rolland    | Ray     | m.t.            |

## Classements finals

### Classement général
|    | Cycliste         | Équipe    | Temps            |
| -- | ---------------- | --------- | ---------------- |
| 1  | Fermo Camellini  | Ray       | 35 h 13 min 07 s |
| 2  | Maurice De Muer  | Peugeot   | + 1 min 43 s     |
| 3  | Frans Bonduel    | Dilecta   | + 2 min 53 s     |
| 3  | Ange le Strat    | Mercier   | + 3 min 05 s     |
| 5  | Pierre Brambilla | Metropole | + 3 min 07 s     |
| 6  | Norbert Callens  | Mercier   | + 5 min 07 s     |
| 7  | Brik Schotte     | Alcyon    | + 6 min 43 s     |
| 8  | Auguste Mallet   | Rochet    | + 7 min 49 s     |
| 9  | Jean de Gribaldy | Peugeot   | + 8 min 30 s     |
| 10 | Jules Lowie      | Mercier   | + 10 min 35 s    |